# Fußball-Wettskandal 2024
Der Fußball-Wettskandal 2024 bezeichnet mutmaßliche Manipulationen von deutschen Fußballspielen zum Zwecke des Wettbetruges, die im September 2024 erstmals öffentlich wurden.

## Übersicht
Am 6. September berichtete die Hamburger Morgenpost, dass 17 deutsche Fußballspiele der vergangenen zwei Jahre unter Manipulationsverdacht stehen würden. Demnach seien Spielergebnisse aus der 3. bis 5. deutschen Liga vorab im sogenannten Darknet verkauft worden, um damit möglicherweise hohe Wettgewinne zu erzielen. Chatverläufe sollen dies belegen. Bei den betroffenen Spielen habe es teils auffällige Fehlentscheidungen von Schiedsrichtern sowie Fehler von Torhütern und Abwehrspielern gegeben.
Der Deutsche Fußball-Bund (DFB) teilte mit, dass man von dem Verdacht wisse und ihn „sehr ernst“ nehme, aber keine belastbaren Erkenntnisse habe. Gleichwohl schaltete der Verband noch am selben Tag die Ermittlungsbehörden sowie das Bundeskriminalamt ein. So nahm die Polizei im Saarland umgehend Ermittlungen wegen des Manipulationsverdachts bei einem Fußballspiel auf, das Hessische Landeskriminalamt prüfte die staatsanwaltschaftliche Befassung zweier „auffälliger“ Partien.

## Betroffene Spiele
Welche Spiele konkret betroffen sind, ist aufgrund der noch andauernden polizeilichen Ermittlungen nicht öffentlich. Bekannt ist lediglich, dass es sich um 17 Pflichtspiele aus der 3. Liga, zwei Regionalligen und mehreren Oberligen seit November 2022 handeln soll. Mindestens zwei Spiele aus der Oberliga Hamburg sollen sich darunter befinden, davon mindestens eines aus der Saison 2024/25 mit Beteiligung der dritten Mannschaft des Hamburger SV.
Zwei Wochen nach Bekanntwerden des Manipulationsverdachts gerieten die beiden Drittliga-Spiele Alemannia Aachen gegen Viktoria Köln (1:0) und SC Verl gegen Energie Cottbus (0:3) aus der laufenden Saison 2024/25 in den Fokus, nachdem abermals die Hamburger Morgenpost angegeben hatte, die korrekten Spielergebnisse dieser Begegnungen vorab erhalten zu haben.